# Lititz
Lititz (en anglais [lɪtᵻts]) est un borough situé dans le comté de Lancaster, dans le Commonwealth de Pennsylvanie, aux États-Unis. Lors du recensement de 2000, sa population s’élevait à 9 029 habitants.

## Démographie
| Groupe            | Lititz | Pennsylvanie | États-Unis |
| ----------------- | ------ | ------------ | ---------- |
| Blancs            | 94,5   | 81,9         | 72,4       |
| Métis             | 1,7    | 1,9          | 2,9        |
| Afro-Américains   | 1,3    | 10,9         | 12,6       |
| Asiatiques        | 1,2    | 2,8          | 4,8        |
| Autres            | 1,2    | 2,4          | 6,4        |
| Amérindiens       | 0,2    | 0,2          | 0,9        |
| Total             | 100    | 100          | 100        |
|                   |        |              |            |
| Latino-Américains | 3,7    | 5,7          | 16,7       |

Selon l'American Community Survey, pour la période 2011-2015, 91,44 % de la population âgée de plus de 5 ans déclare parler l'anglais à la maison, 3,22 % l'espagnol, 0,83 % déclare parler le russe et 4,50 % une autre langue.

## Source
- (en) Cet article est partiellement ou en totalité issu de l’article de Wikipédia en anglais intitulé « Lititz, Pennsylvania » (voir la liste des auteurs).

1. ↑  (en) « Lititz, PA Population - Census 2010 and 2000 », sur censusviewer.com.
2. ↑  (en) « Population of Pennsylvania - Census 2010 and 2000 », sur censusviewer.com.
3. ↑  (en) « Language spoken at home by ability to speak English for the population 5 years and over », sur factfinder.census.gov (consulté le 26 mars 2017).